# 웨인 페더먼

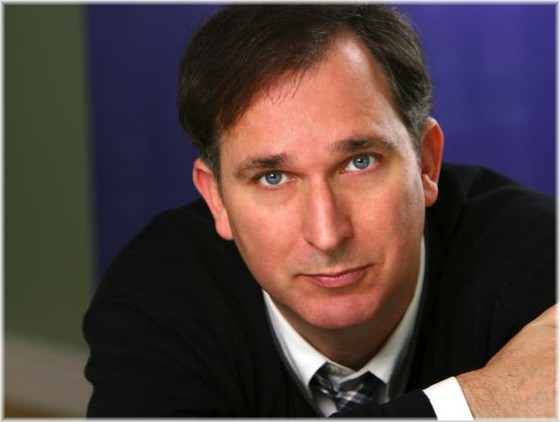

웨인 페더먼(Wayne Federman, 1959년 6월 22일 ~ )은 미국의 배우, 각본가, 성우, 영화 제작자, 팟캐스터이다.
로스앤젤레스에서 태어났다.

## 출연 작품
- 머핀 탑: 어 러브 스토리 (2014년)
- 퍼니 피플 (2009년) - 코미디& 매직 매니저 역
- 사고친 후에 (2007년)
- 성탄절 전야의 공항 대소동 (2006년) - 공항 직원 역
- 그릴드 (2006년)
- 40살까지 못해본 남자 (2005년)
- 첫 키스만 50번째 (2004년) - 환자 역
- 뷰 프럼 더 탑 (2003년)
- Y.M.I. (2002년)
- 써드 휠 (2002년)
- 러브 앤 서포트 (2001년)
- 리노의 하룻밤 (2001년)
- 금발이 너무해 (2001년)
- 잭 프로스트 (1998년)
- 리빙 싱글 (1993년)
- 하와이 허니문 (1989년)

### 텔레비전
- L.A. 로 (1991)
- 엑스파일 (2000)
- Courting Alex (2006)